# Казімеж Пшерва-Тетмаєр
Казімеж Пшерва-Тетмаєр (пол. Kazimierz Przerwa-Tetmajer; 12 лютого 1865, Людзьмеж — 18 січня 1940, Варшава) — польський поет, прозаїк, драматург. Один із найпопулярніших поетів у Польщі наприкінці XIX — напочатку XX століття.

## Біографія
Батько — учасник повстань 1831 та 1863 років. Молодший брат художника Влодзімежа Тетмаєра. Гімназію закінчив у Кракові, куди переїхав з батьками в 1883-му. Навчався на філософському відділенні Ягайлонського університету (1884—1889). Зав'язав дружні стосунки з Люціаном Риделем та Станіславом Естрайхером. Співпрацював з газетами «Tygodnik Ilustrowany» (з 1888 р.), «Kurier Warszawski» (з 1889), «Czas» (з 1893).
У 1895 жив у Гайдельберзі як секретар Адама Красінського. Подорожував по Італії, Швейцарії, Франції, Німеччини. Після Першої світової війни жив у Кракові, Закопане, потім влаштувався у Варшаві. У 1921 році обраний головою Товариства польських письменників і журналістів (Towarzystwo Literatów i Dziennikarzy Polskich). У 1934 році став почесним членом Польської літературної академії (Polska Akademia Literatury).
Утрата зору й важке психічне захворювання перервали літературну та громадську діяльність Тетмаєра. У січні 1940 року гітлерівці викинули його з «Hotel Europejski», у якому постійно проживав. Помер у лікарні немовляти Ісуса у Варшаві.

## Творчість
Дебютував поемою в прозі «Illa» (1886). Був нагороджений літературними преміями за вірші на честь Адама Міцкевича (1888) та Ю. І. Крашевського (1889). Популярність принесли збірки поезій «Poezje» (Краків, 1891), «Poezje. Seria druga» (Краків, 1894), «Poezje. Seria trzecia» (Варшава, 1898).
За фольклорними мотивами польських горян створив цикл оповідань «На скелястому Підгаллі» («Na skalnym Podhalu»; 1903—1910), в яких відтворив підгальський діалект. Нині цей цикл вважається найкращим твором Тетмаєра. До циклу тематично близький історичний роман «Легенда Татр» (т. 1-2, 1910 - 1911) про селянські повстання та війни середини XVII століття. Роман «Кінець епопеї» (т. 1-4, 1913 - 1917) присвячений епосі Наполеона та франко-російській війні 1812 року.
Автор трьох драм — «Завіша Чорний» (1901), «Революція» (1906), «Юда» (1917).

## Вибрані твори
- Na skalnym Podhalu
- Legenda Tatr
- Ksiądz Piotr
- Z wielkiego domu
- Koniec epopei
- Aniół śmierci
- Panna Mery
- Sfinks
- Zawisza Czarny
- Mąż-poeta
- Rewolucja
- Judasz

## Українські переклади
Твори Казімежа Пшерви-Тетмаєра українською мовою перекладав Антін Павлюк (За скляною стіною: Поезії в прозі, видана у Києві, 1917), прозаїк початку XX ст. Михайло Лебединець (зокрема, «Мелянхолія», видана у Києві, 1918), Г. Гжицький (Повість «Легенди Татр», видана у Харкові, 1930), В. Іванушкін, А. Новоселецький, М. Рильський, М. Трохимович (На скелястім підгір'ї видана у Харкові, 1930) сучасний поет Анатолій Глущак.